# Lokatorzy
Lokatorzy je polský komediální televizní seriál produkovaný televizí TVP Gdańsk. Seriál se soustřeďuje na čtveřici přátel a jejich domácího ve Varšavě. Scénář vznikl na základě amerických seriálů Man About the House, George and Mildred nebo Three's Company. V Polsku byl vysílán v letech 2000–2005, měl šest sérií o 226 pětadvacetiminutových dílech, v ČR zatím seriál nebyl vysílán. Volným pokračováním je seriál Sąsiedzi (Sousedi), vysílaný v letech (2003–2008). 

## Herci a postavy
- Jacek Przypadek (Michał Lesień) – Majitel bistra. Znamenitý kuchař.
- Hania Muszyńska (Andżelika Piechowiak) – Provozuje květinářství. Žije v bytě s Jackem a Polou.
- Pola Gabryś (Patrycja Szczepanowska) – Ošetřovatelka z blízké kliniky. Odjela do Londýna.
- Franek Starycha (Maciej Kowalewski) – Zajímá se o půdu. Obchoduje s ojetými auty.
- Pan Roman Zagórny (Andrzej Kopiczyński) – Majitel domu.
- Krysia Drewnowska (Agnieszka Michalska) – Provozovala před Haniou květinářství, bývalá nájemnice. Chytrá a pohotová, nejednou dostala přátele ze špatné situace.
- Zuzia Śnieżanka (Olga Borys) – Ošetřovatelka. Nepříliš bystrá, ale velmi hezká. Jela do Keni pomáhat léčit malé děti.

Ve filmu měla cameo celá řada polských celebrit.